# Przepustka
Przepustka – dokument uprawniający do przekroczenia punktu kontroli osób lub pojazdów. Współcześnie używany przy bramach wjazdowych na tereny zamknięte dla osób „obcych” – niezatrudnionych i niemających uzasadnionej potrzeby wstępu na teren zamknięty. Przepustki stosowane są przy bramach wejściowych i wjazdowych do dużych zakładów przemysłowych, niektórych biurowców, urzędów itp., a także na tereny militarne. System przepustek wprowadzany jest zarządzeniami wewnętrznymi kierownictwa firm, w których obowiązuje, ma za zadanie kontrolę ruchu osób zwłaszcza tam, gdzie zachodzi niebezpieczeństwo naruszenia zasad tajemnicy (służbowej, państwowej, wojskowej itp.), a także zagrożenie terroryzmem. Przepustki wydawane bywają jako stałe (o długich terminach ważności), np. dla pracowników chronionych instytucji, codziennie (lub co najmniej wielokrotnie) mających prawo przechodzenia przez punkt kontrolny, oraz jednorazowe, np. dla interesantów i gości odwiedzających te instytucje.
Systemy przepustek wprowadzane także bywają – najczęściej tylko doraźnie – wszędzie tam, gdzie z różnych przyczyn istnieje potrzeba ograniczenia ruchu osób postronnych, nawet na terenach, które w innym czasie są powszechnie dostępne (np. podczas zjazdów głów państw zamykane bywają niektóre kwartały ulic wokół miejsc ich spotkań; podczas epidemii zamykane są rejony, w których epidemia występuje itp.) Przepustki były, zwłaszcza w odleglejszej przeszłości, ważnym (choć często mało skutecznym) narzędziem walki z epidemiami. Kontroli dokumentów – przepustek, paszportów itp. – przez wiele lat dokonywano na rogatkach miast, mostach itp., często wiązała się ona z obowiązkami wnoszenia różnego rodzaju opłat celnych lub myta. Na terenach objętych działaniami wojennymi przepustki używane są do kontroli i ograniczenia ruchu ludności, głównie w celu walki z działaniami wywiadowczymi przeciwnika.
W krajach o ograniczonej wolności osobistej, na przykład w Polsce w czasach stanu wojennego wprowadzono obowiązek posiadania przepustek podczas podróży poza miejscowość zamieszkania; obywatele ZSRR podczas poruszania się po kraju mieli obowiązek posługiwania się paszportem oraz tzw. komandirowką (urzędowym „skierowaniem”) – odmianą przepustki; podobnie w Rumunii na drogach co kilkanaście kilometrów ustawiane były punkty kontroli przepustek.
Szczególnym rodzajem przepustki jest bilet wstępu (do kina, do teatru, na koncert, na mecz itp.), ale podstawową różnicą między biletem a przepustką jest fakt, że bilet wstępu może wykupić każdy chętny, natomiast przepustka wydawana jest (najczęściej bezpłatnie) tylko tym osobom, które uzasadnią potrzebę przekroczenia punktu kontrolnego. Z kolei rodzajem przepustki zezwalającej na przekraczanie granic państwowych jest paszport, choć rola tego dokumentu w wielu krajach, w tym w krajach Unii Europejskiej, znacznie się zmniejszyła.
Wyraz używany także w znaczeniu przenośnym, w idiomach przepustka do historii, przepustka do encyklopedii albo przepustka do dojrzałości.

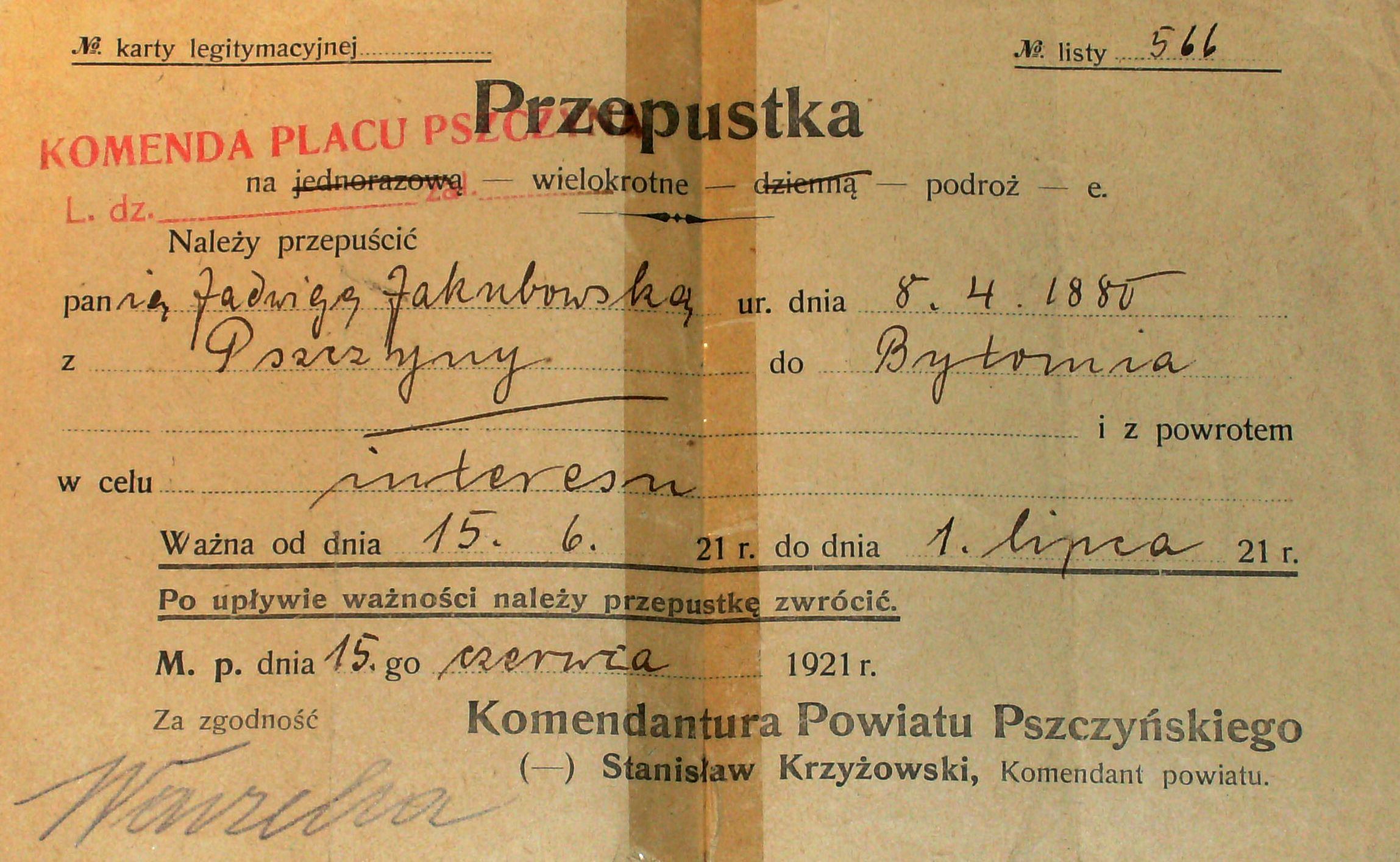
Przepustka z czasów III powstania śląskiego w powiecie pszczyńskim
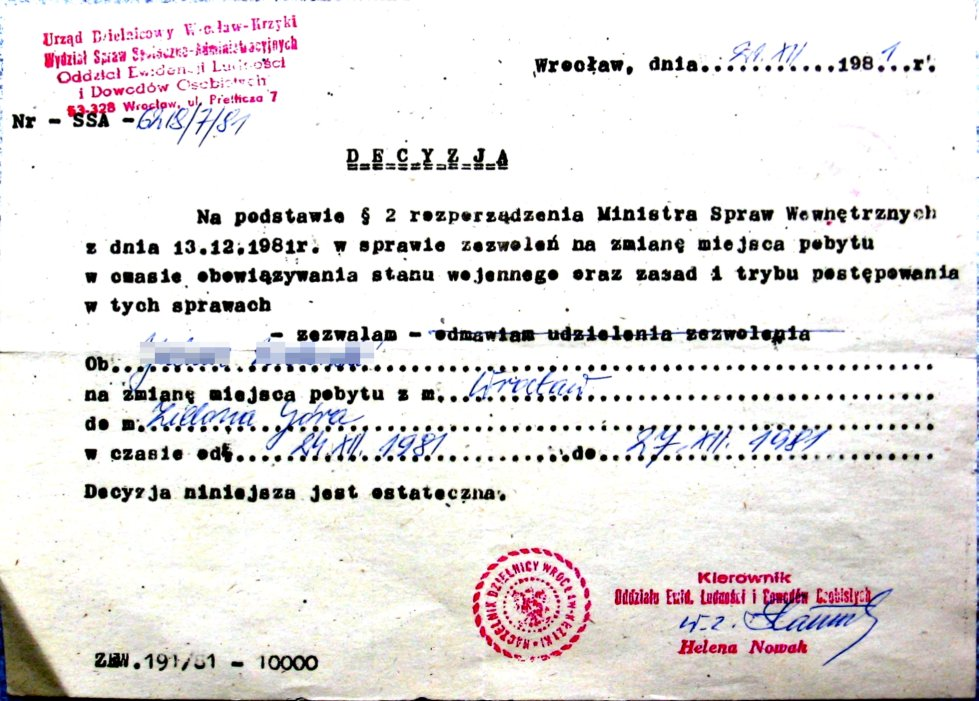
jednorazowa przepustka z okresu stanu wojennego zezwalająca na wyjazd na święta do innego miasta
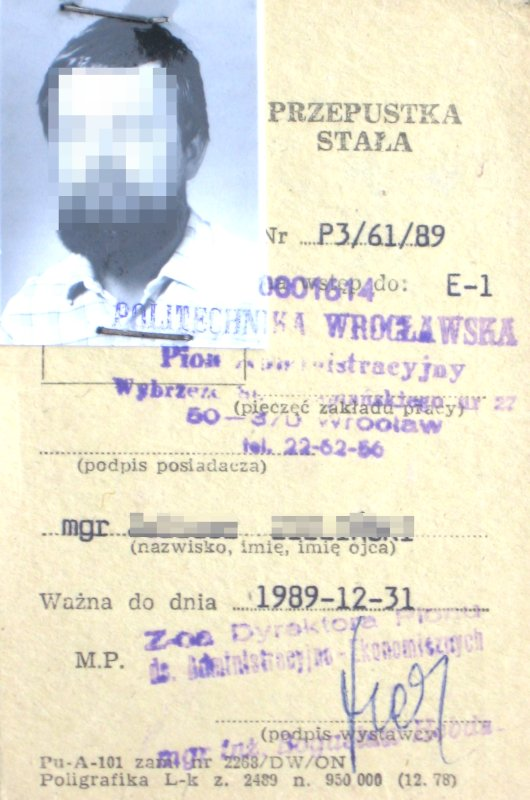
przepustka stała z 1989
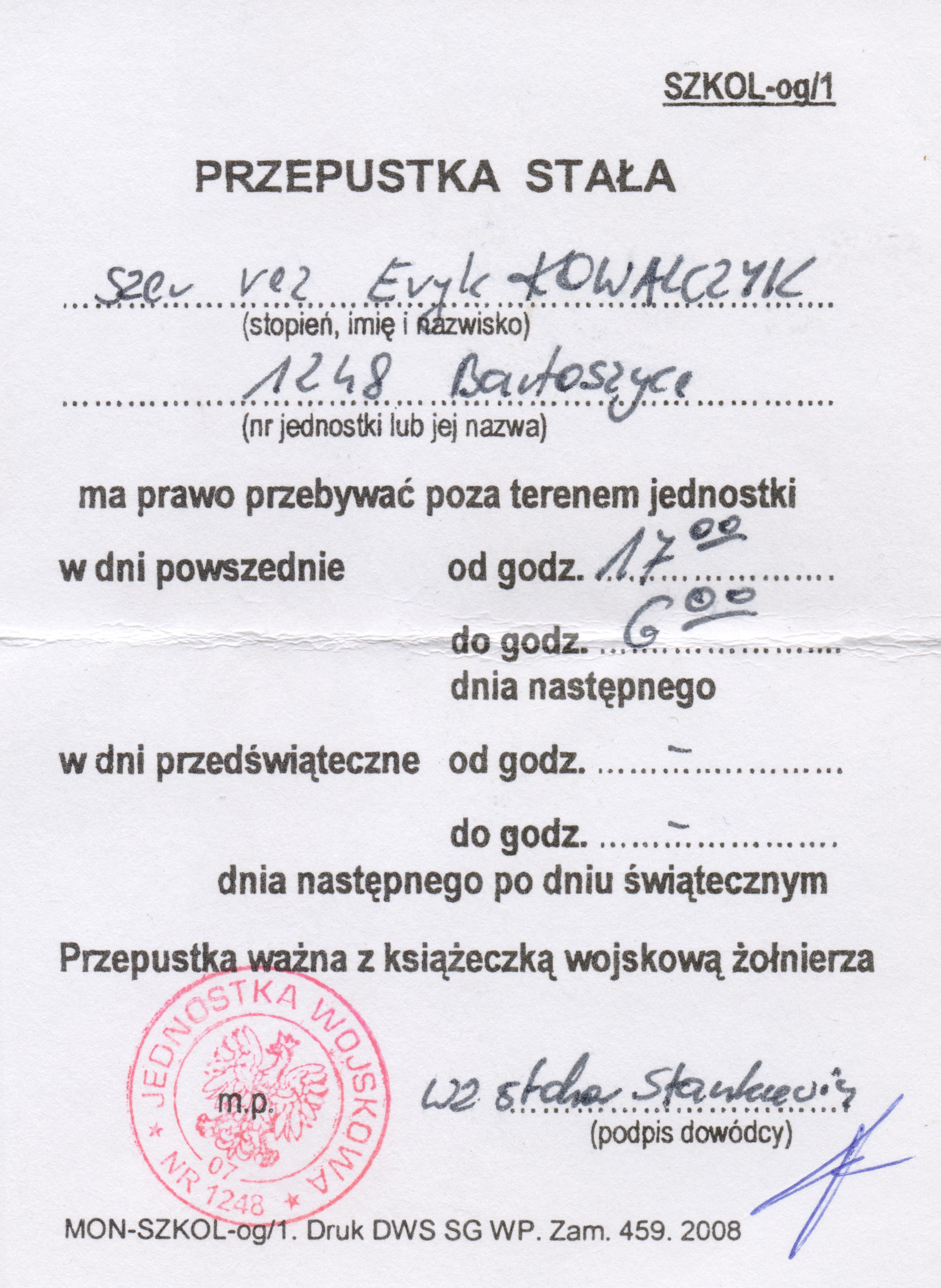
przepustka obecnie stosowana w wojsku w stosunku do żołnierzy rezerwy odbywających ćwiczenia wojskowe